# Cortivazol
Le cortivazol est une hormone glucocorticoïde de synthèse, commercialisée en 1971. Elle a un effet anti-inflammatoire et immunosuppresseur. Sa puissance est environ 60 fois celle du cortisol.

## Usage thérapeutique
Le cortivazol est utilisé pour traiter diverses maladies inflammatoires (arthrose) uniquement en injection locale. Sa durée d'action est d'environ trois semaines.